# Camiac-et-Saint-Denis
Camiac-et-Saint-Denis egy francia település Gironde megyében az Aquitania régióban. Lakosainak száma 351 fő (2022. január 1.).

## Adminisztráció
Polgármesterek:
- 2001–2020 André Tite

## Demográfia
| Lakosok száma | 212  | 220  | 232  | 342  | 370  | 359  | 362  | 360  | 360  | 351  |
|               | 1968 | 1982 | 1990 | 2006 | 2013 | 2015 | 2017 | 2019 | 2020 | 2022 |